# Forteresse Santa Barbara
Ne doit pas être confondu avec Forteresse de Verrucole.
La forteresse Santa Barbara (en italien : Fortezza Santa Barbara), est une ancienne fortification qui est située dans la commune de  Pistoia, dans la province de Pistoia en Toscane,.
Propriété de l'État, le ministère des Biens et des Activités culturelles le gère depuis décembre 2014 à travers la Direction Régionale des Musées.

## Historique

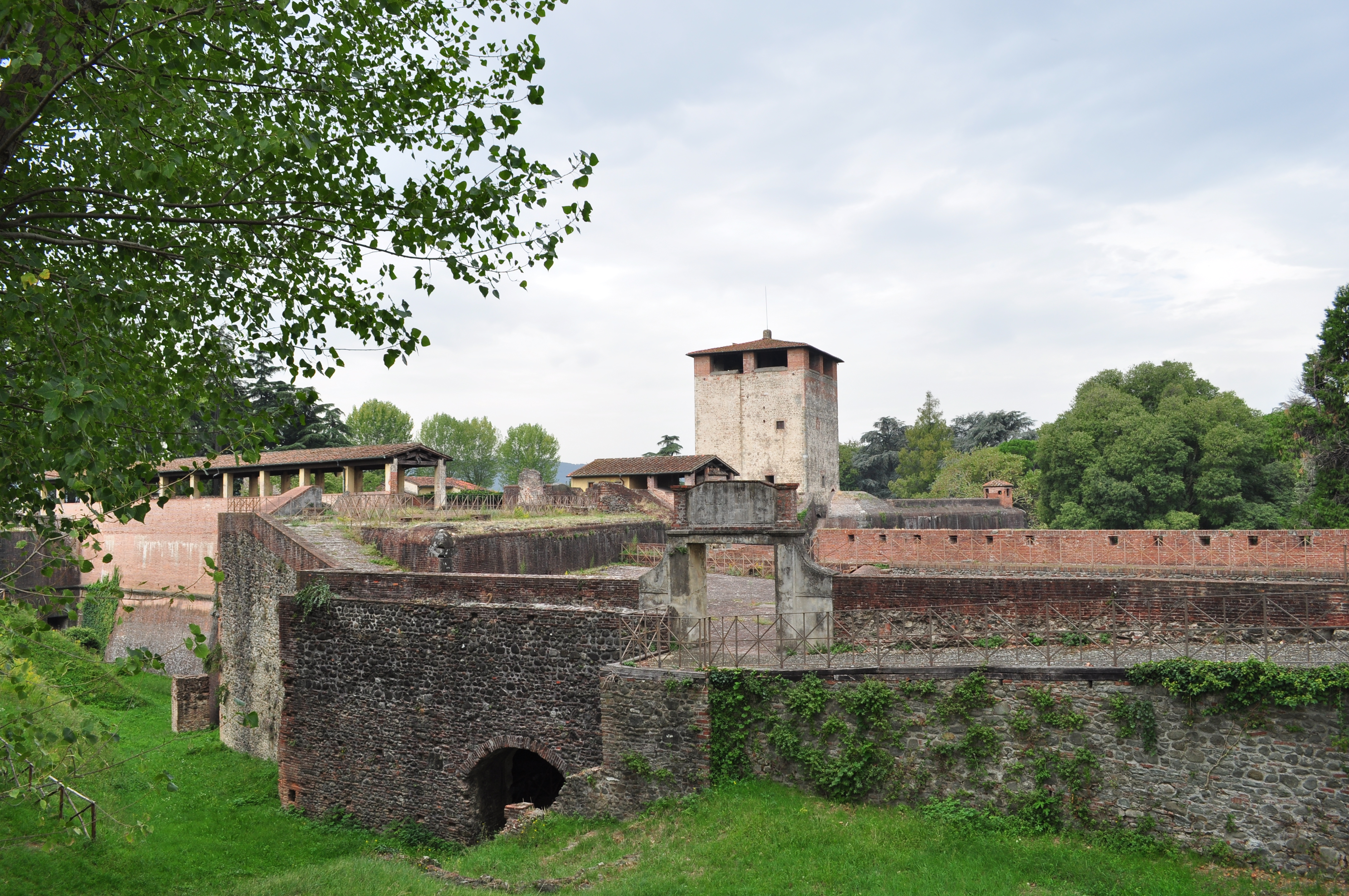
Vue de la forteresse.

Construite sur une forteresse médiévale préexistante de la République florentine en 1331 à proximité d'une chapelle dédiée à saint Barnabé et détruite par les Pistoia en représailles en 1343, elle conserve la grande tour et les modestes traces de ces anciennes structures.
Elle fut construite à la demande de Cosme Ier de Médicis, qui confia le projet à Nanni Unghero (it) ; les travaux, commencés en 1539, furent dirigés par Giovanni Battista Belluzzi. L'intention était de mettre fin aux ambitions guerrières des habitants de Pistoia plutôt qu'aux menaces extérieures. Le noyau central a été agrandi par Bernardo Buontalenti qui l'a relié à un nouveau rempart aux murs de la ville.
Elle fut désarmée par le grand-duc Pietro Leopoldo en 1774, après avoir subi un seul siège dans toute son histoire, celui de 1643, lorsque les troupes Barberini attaquèrent la ville et furent repoussées. Elle fut par la suite utilisée comme caserne, prison militaire. À l’intérieur, les troupes allemandes fusillèrent quatre jeunes hommes de Pistoia en 1944.

## Description

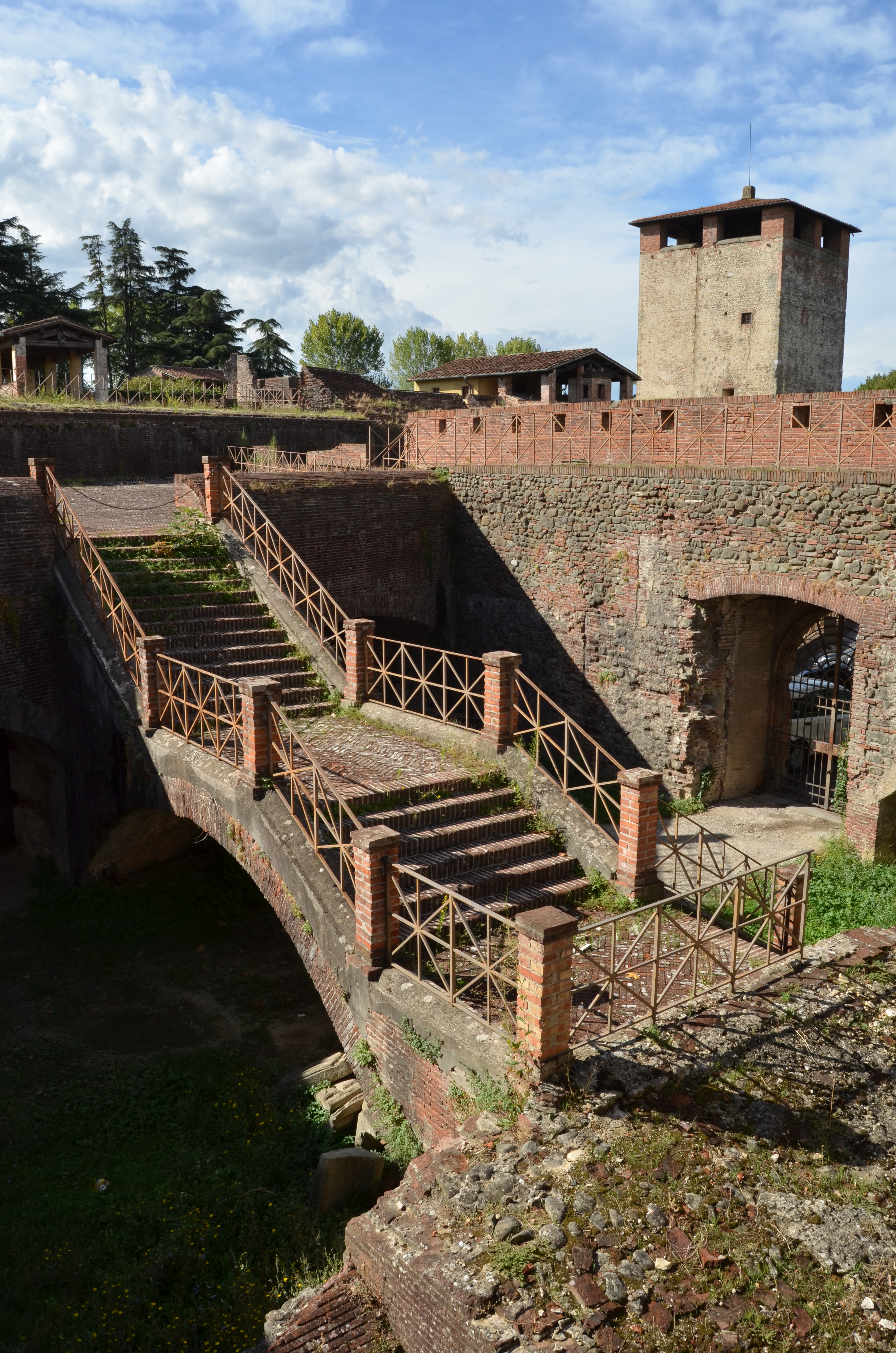
Escalier menant à une entrée latérale côté nord-est.

Situé à l'angle sud-est des remparts de la ville, elle présente un plan bastionné en quadrilatère avec de puissants murs d'escarpement en briques. L'entrée est au centre de la courtine, les parapets sont inclinés, les canonnières sont situées dans les côtés droits et la section verticale de la courtine est considérablement développée en hauteur. elle répond aux critères d'une grande architecture militaire qui n'apporte pas de solutions formelles ou décoratives comme c'était le cas de l'architecture militaire de Cosme Ier.

### Phase médiévale
Jusqu'au XVe siècle, les murailles de la ville étaient carrés, polygonaux, avec des courtines d'où s'élevaient des tours de guet, utiles pour réprimer les envahisseurs latéraux, des passages piétons, des mâchicoulis, des fossés et des rideaux de pierre. De la structure médiévale, il reste des vestiges de tours et du donjon, resté pratiquement intact. Le passage de la forteresse médiévale de San Barnaba à la forteresse Renaissance de Santa Barbara est dû aux différentes méthodes d'approche des assiégeants qui disposent désormais de nouvelles armes à feu au lieu des arbalètes et des catapultes, c'est pourquoi les sommets des tours sont éliminés et les angles vifs et la façade bastionnée sont construites.

### Phase Renaissance
Au XVIe siècle, les interventions de Bellucci et Buontalenti visaient à supprimer les corbeaux de la tour restante, qui fut agrandie et épargnée par la couverture, contrairement au clocher de San Paolo et de San Pier Maggiore qui empêchait la vue et le contrôle sur la ville. Le bâtiment est resté presque inchangé jusqu'à aujourd'hui, à l'exception de quelques travaux de restauration et d'adaptation aux différentes fonctions que la forteresse a remplies au fil du temps.

## Galerie

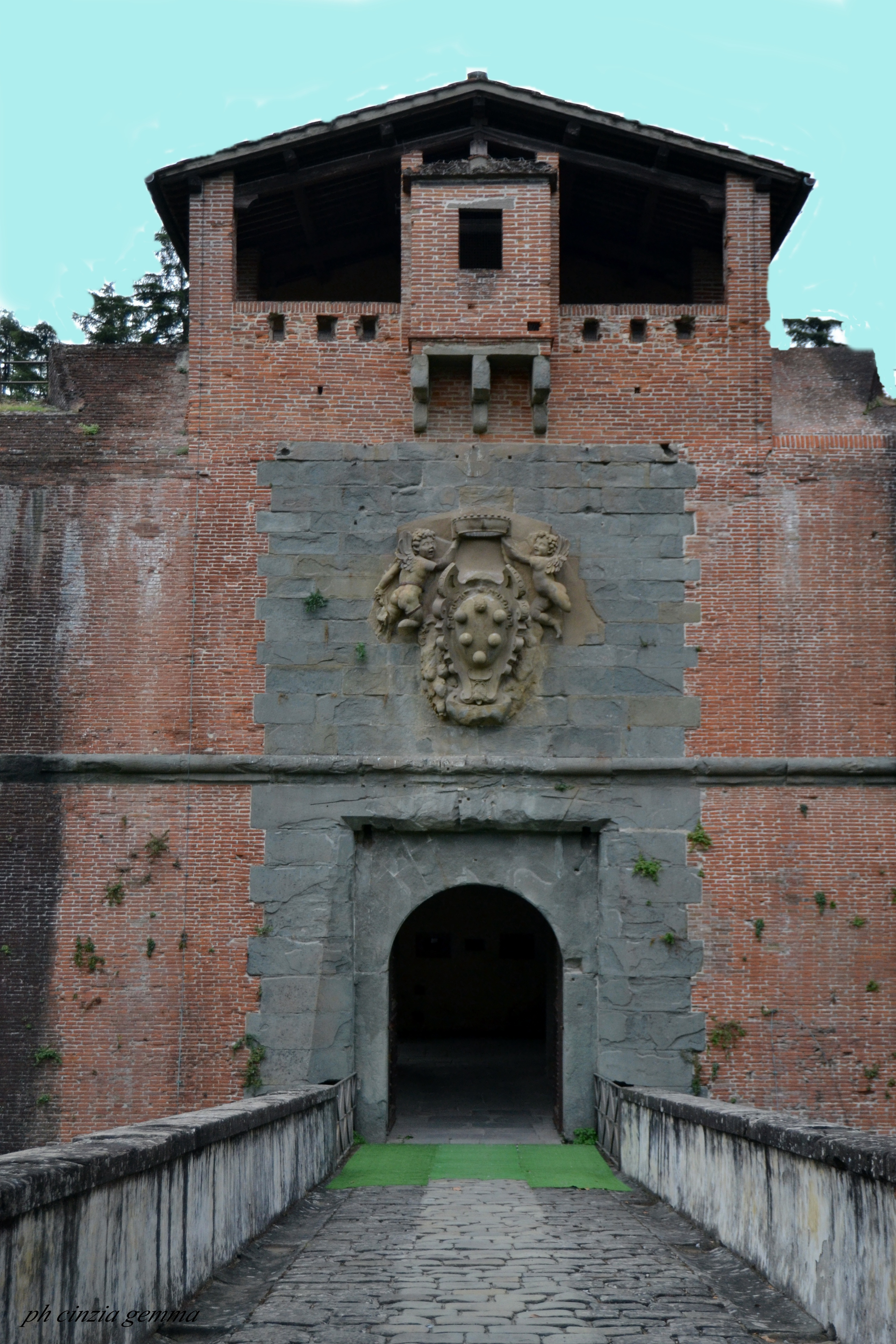
La porte d'entrée.
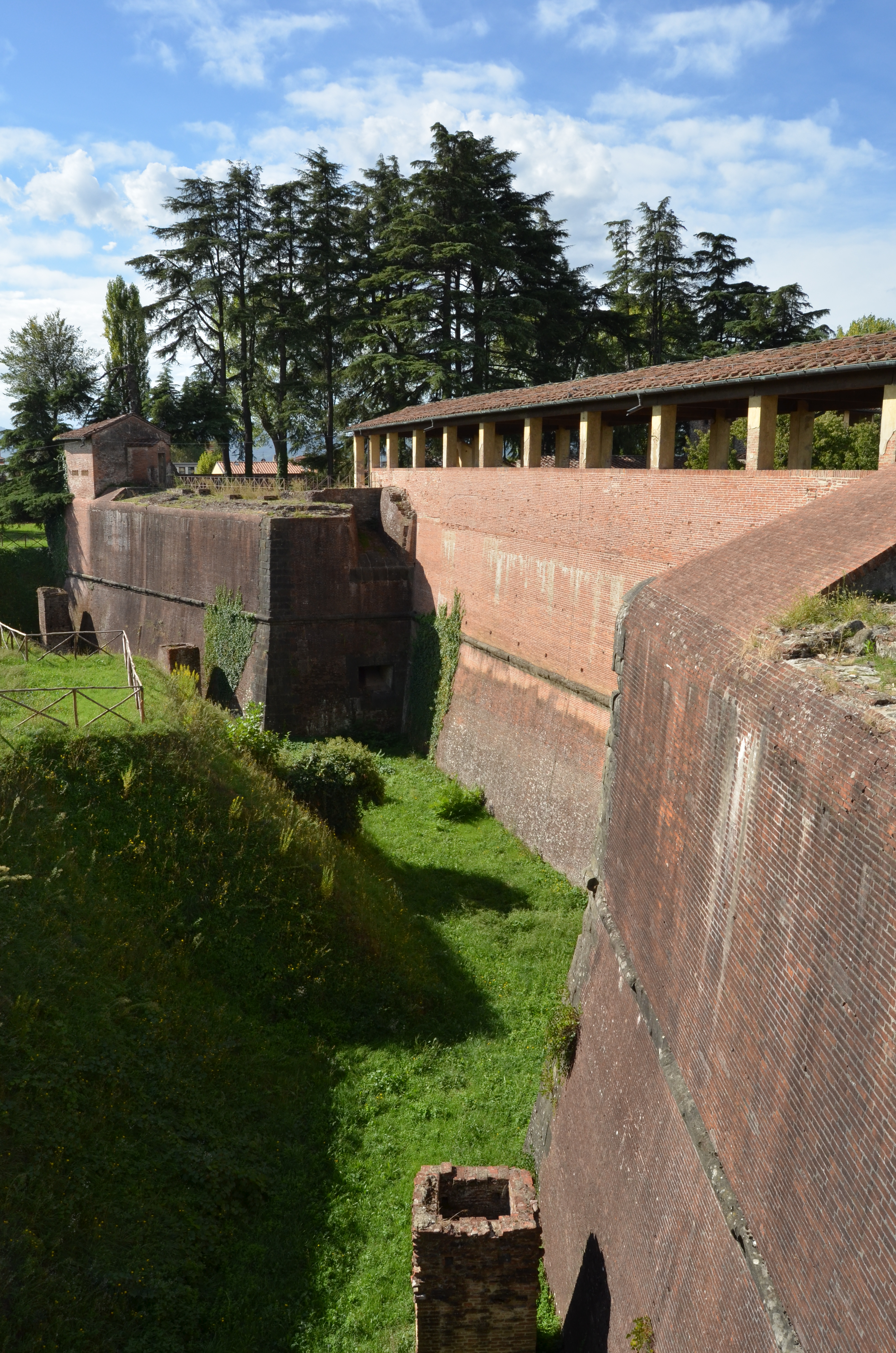
Le fossé.
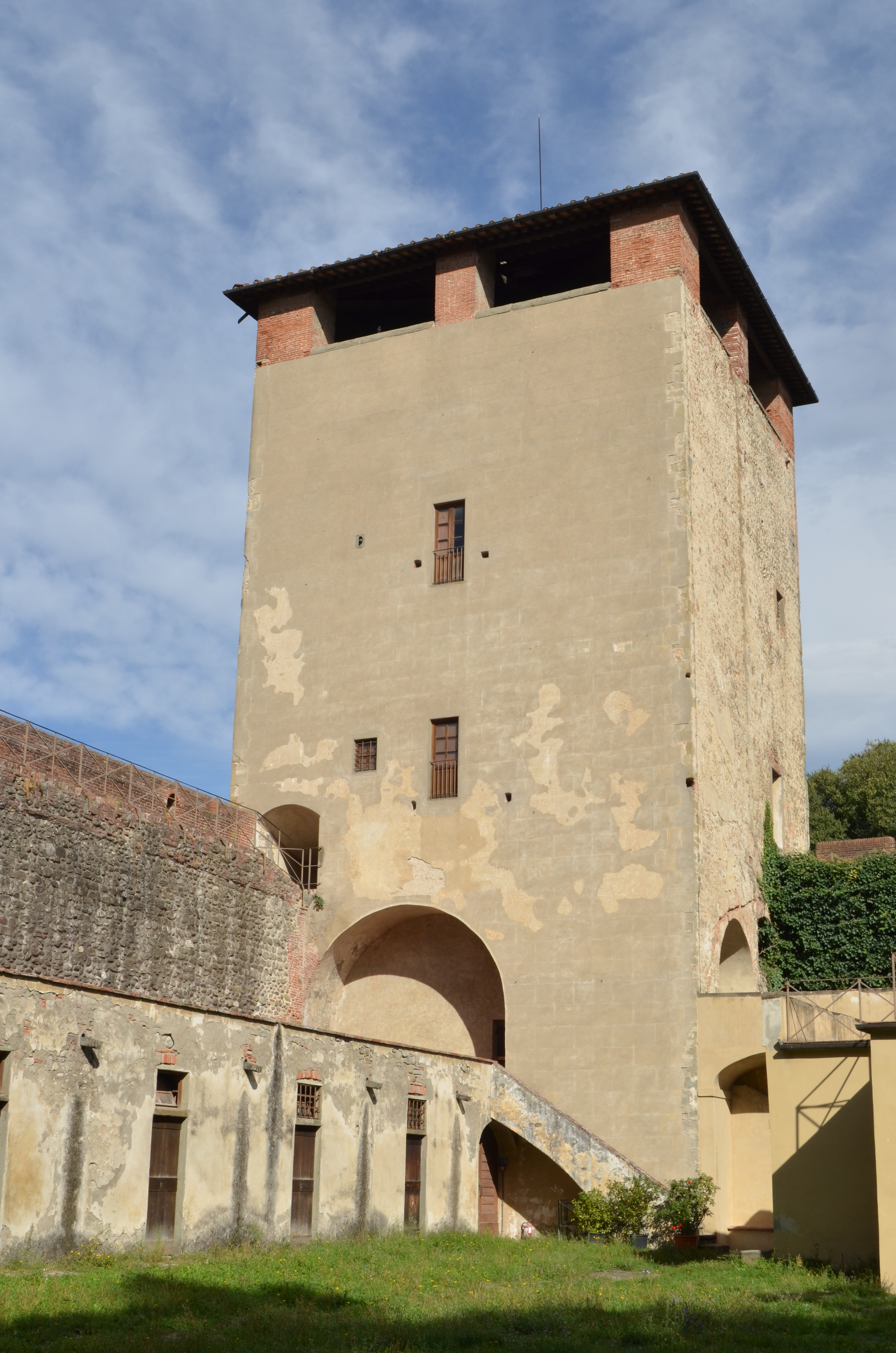
La tour médiévale.
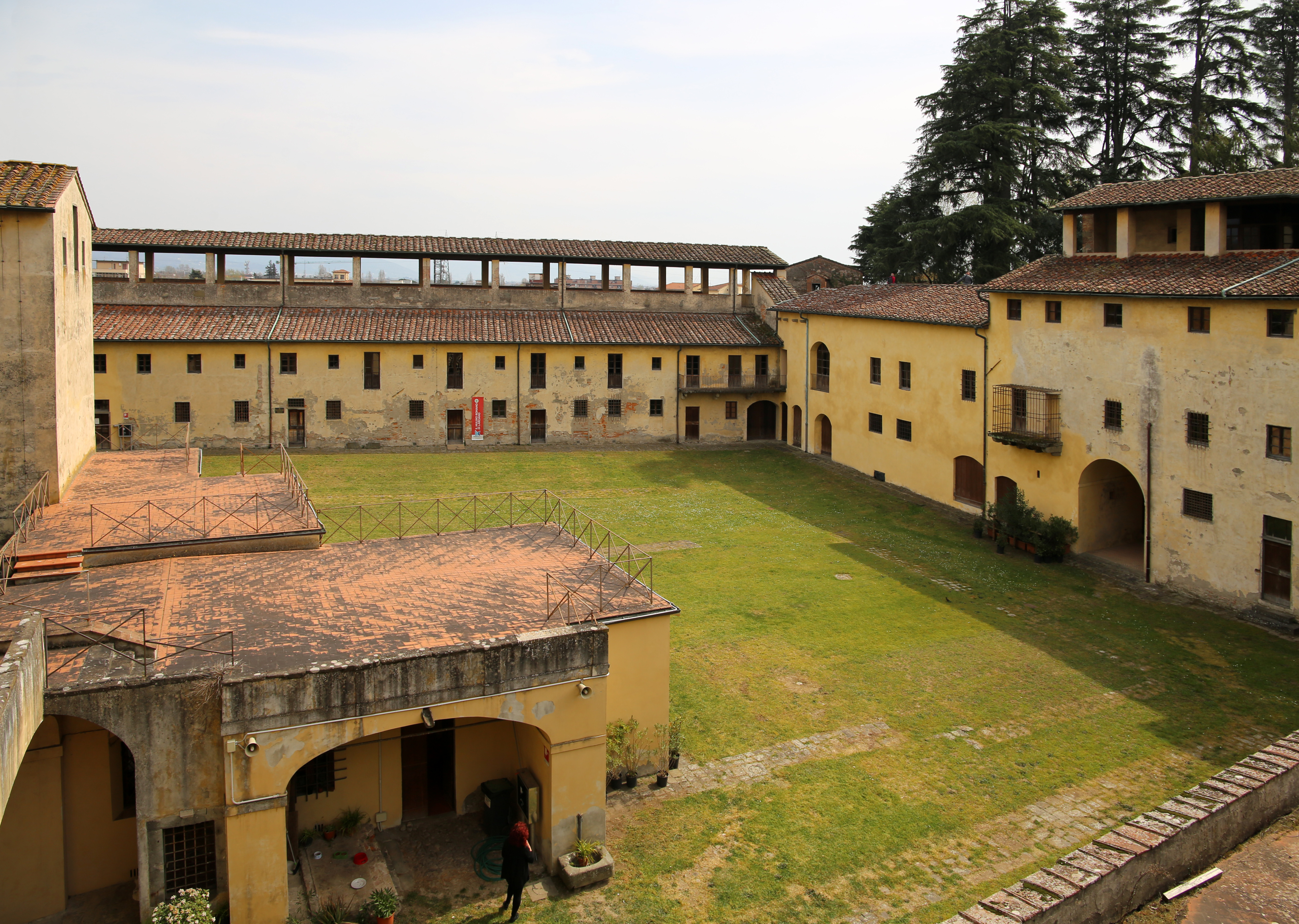
La place d'armes.